# Pavla Rovan
Pavla Rovan, slovenska pesnica in pisateljica, * 21. januar 1908, Frastanz, Avstrija, † 12. junij 1999, Topolšica.

## Življenjepis
Pavla Rovan je šolo obiskovala najprej v Innsbrucku, kasneje pa je šolanje nadaljevala v Ljubljani, kjer je obiskovala meščansko in trgovsko šolo.
Med drugo svetovno vojno je bila aktivna v NOB, nekaj časa pa je preživela tudi v izgnanstvu v Srbiji. 
Večinoma je črtice in novele objavljala slovenskih časopisih in revijah, kot so Delavska enotnost, Novi tednik, Naše delo, Dnevnik, Večer, pa tudi v Dialogih, Obzorniku, Naših razgledih in Obrazih. 
Za zbirko povesti z naslovom Kje so tiste stezice s koroško narodnostno tematiko je prejela tudi prvo Kajuhovo nagrado.